# Kostgrond
Een kostgrond (kostgrondje) is in Suriname een stuk land dat geschikt is gemaakt voor het telen van gewassen voor eigen gebruik. Sommige plantage-eigenaren zagen hun onderneming al spoedig verwateren (bijvoorbeeld houtplantages die al snel uitgeput waren) waarna ze alleen nog geschikt waren om wat groente te verbouwen. 
Gemeenschappen van gevluchte slaven (Marrons) legden kostgronden aan in het oerwoud. Ze waren  belangrijker dan de dorpen omdat de voedselvoorziening van de boslandbewoners er van afhankelijk was. Deze vorm van ontginning heet zwerflandbouw.